# 首都高速神奈川2号三ツ沢線
首都高速神奈川2号三ツ沢線（しゅとこうそくかながわ2ごうみつざわせん）は、神奈川県横浜市の、西区の金港ジャンクション（JCT）から神奈川区の三ツ沢へ至る、首都高速道路の路線である。三ツ沢で第三京浜道路、横浜新道に接続する。路線名は横浜市道高速1号線。

## 路線番号
K2

## 通過市町村
- 神奈川県
  - 横浜市西区 - 神奈川区 - 西区 - 神奈川区

## 出入口など
- 全線神奈川県横浜市内に所在。

| 出入口 番号                       | 施設名           | 接続路線名   | 起点 から (km) | 備考                   | 所在地   |
| --------------------------------- | ---------------- | ------------ | -------------- | ---------------------- | -------- |
| -                                 | 金港JCT          | 横羽線       | 0.0            |                        | 西区     |
| 251                               | 横浜駅西口出入口 | 環状1号線    | 0.6            | 新山下・羽田方面出入口 | 西区     |
| -                                 | 三ツ沢TB         | -            |                | 新山下・羽田方面       | 神奈川区 |
| 253                               | 三ツ沢出入口     | 横浜生田線   | 1.8            | 新山下・羽田方面出入口 | 神奈川区 |
| -                                 | 三ツ沢JCT        | E83 横浜新道 | 2.3            |                        | 神奈川区 |
| E83 第三京浜道路 東京・世田谷方面 |                  |              |                |                        |          |

### 三ツ沢本線料金所
三ツ沢本線料金所（みつざわほんせんりょうきんじょ）は、神奈川県横浜市神奈川区にある、新山下・羽田方面に設置されている本線料金所である。かつては渋滞が多かったが、ETC普及に伴い緩和された。

#### 料金所
- ブース数 : 4
  - ETC専用：2
  - 一般・ETC：1
  - 一般：1

## 歴史
- 1972年（昭和47年）8月7日 : 金港JCT - 横浜駅西口出入口開通。
- 1978年（昭和53年）3月7日 : 横浜駅西口出入口 - 三ツ沢（第三京浜との接続） 開通、全線開通。
- 1993年（平成5年）3月1日 : 三ツ沢JCT改良事業（横浜新道との接続） 竣工。

## 交通量
24時間交通量（台）　道路交通センサス
| 区間                            | 平成17（2005）年度 | 平成22（2010）年度 | 平成27（2015）年度 |
| ------------------------------- | ------------------ | ------------------ | ------------------ |
| 金港JCT - 横浜駅西口出入口      | 50,814             | 73,374             | 70,734             |
| 横浜駅西口出入口 - 三ツ沢出入口 | 50,814             | 66,051             | 67,488             |
| 三ツ沢出入口 - 三ツ沢JCT        | 50,814             | 55,197             | 57,894             |

（出典：「平成22年度道路交通センサス」・「平成27年度全国道路・街路交通情勢調査」（国土交通省ホームページ）より一部データを抜粋して作成）
- 令和2年度に実施予定だった交通量調査は、新型コロナウイルスの影響で延期された[1]。

## 沿道風景

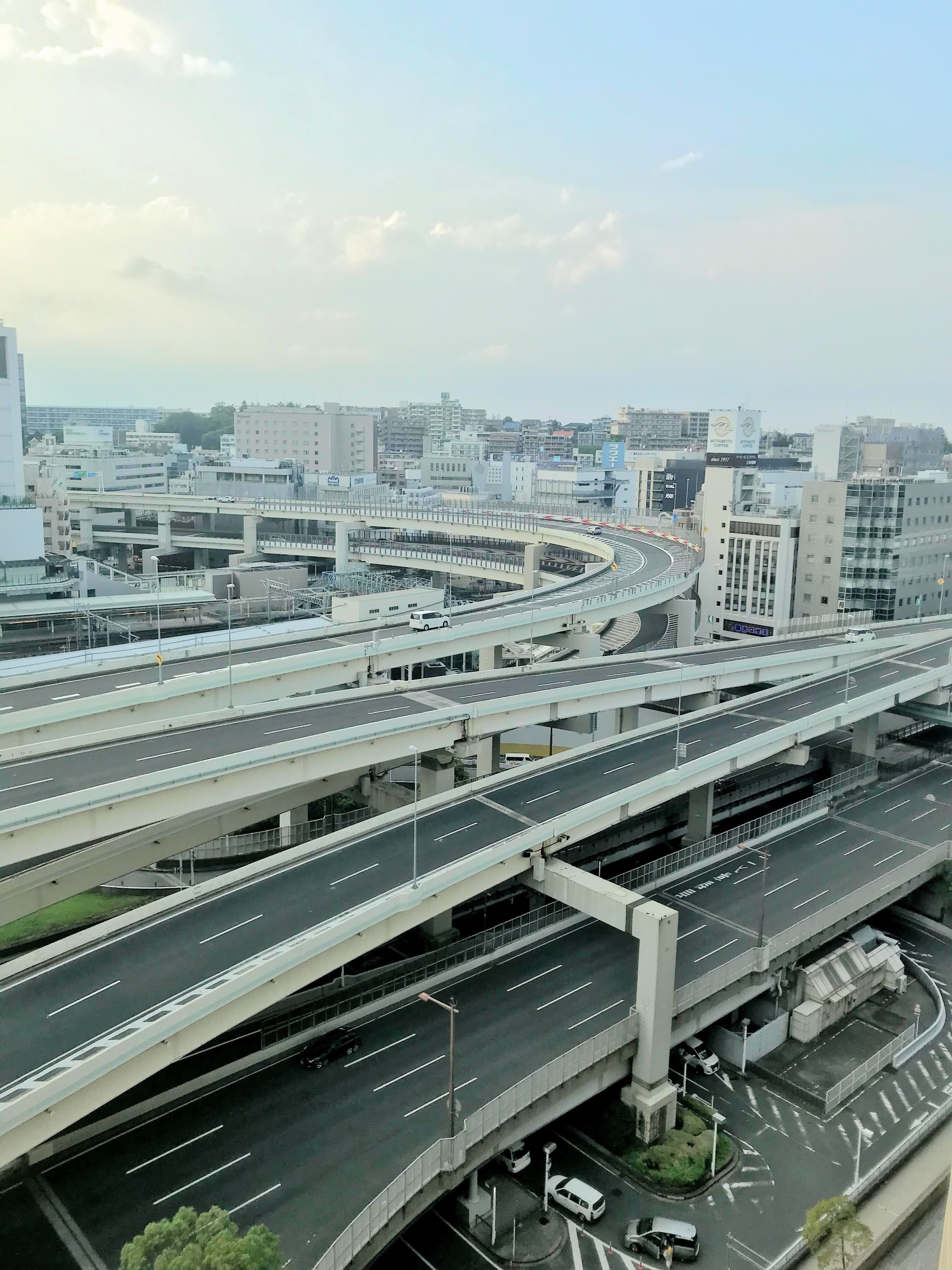
上り線側から見た金港ジャンクション。奥方向が三ッ沢線、左右方向が横羽線。

特記の無いものは銀座・羽田方面からの下り線のものであり、遮音壁等で見えない物も含む。
金港JCTで高架となっている(K1)横羽線から分岐する。
上層が下り線三ツ沢方面、下層が上り線銀座・羽田方面の2層の高架のまま、横浜駅のすぐ品川よりの京急本線・東海道本線（京浜東北線・東海道線・横須賀線）を跨ぎ、トンネル内の東急東横線と交差する。
跨ぐあたりより、帷子川の支流の派新田間川の上を蓋をするように走ることになる。鉄道を跨ぐとK1の新山下・横浜公園方面の車線と合流する。
横浜駅西口出口への出路分岐後に、トンネル内の横浜市営地下鉄ブルーラインと交差する。
派新田間川は横浜駅西口出入口への入出路と平行するように高速下を離れるが、三ツ沢JCTまでは帷子川分水路の近くを走ることとなる。
横浜市主要地方道83号青木浅間線を跨ぐと南軽井沢トンネルに入る。
南軽井沢トンネルを出ると三ツ沢出口への出路を分岐後出路と平行して三ツ沢トンネルに入る。
この付近より、上下線の位置が反対方向と比較して多少左側にずれてくる。
上り線の三ツ沢本線料金所はこの三ツ沢トンネルの出口に位置し、上り線の三ツ沢入口はトンネルの手前で合流する。
三ツ沢トンネルの出口からは上下線がほぼ横に並ぶ形となり、横浜生田線を跨ぐ箇所で、直進となる第三京浜方面と横浜新道方面が分岐する（上り線の横浜新道方面の合流はその先である）。